# Ван Ліцінь
Ван Ліцінь  (кит.: 王励勤, 18 червня 1978) — китайський настільний тенісист, олімпійський чемпіон.

## Виступи на Олімпіадах
| Олімпіада   | Дисципліна       | Місце |
| ----------- | ---------------- | ----- |
| Сідней 2000 | парний розряд    | 1     |
| Афіни 2004  | одиночний розряд | 3     |
| Пекін 2008  | одиночний розряд | 3     |
| Пекін 2008  | командні         | 1     |